# جائزة الأوسكار لأفضل مونتاج
جائزة الأوسكار لأفضل مونتاج أو توليف (بالإنجليزية: Academy Award for Best Film Editing)‏ هي جائزة تمنح سنوياً من قبل أكاديمية فنون وعلوم الصور المتحركة لأفضل مونتاج أفلام. بدأت في عام 1930.

## أفلام حصلت على الجائزة
- متشرد مليونير
- الفتاة ذات وشم التنين
- الشبكة الاجتماعية
- عودة الملك
- شيكاغو
- تصادم
- المغادرون